# Le Semeur
Le Semeur es una película francesa dirigida por Marine Francen y estrenada en 2017. En España se tituló La mujer que sabía leer. El guion está basado en el único relato escrito por Violette Ailhaud y que no se dio a conocer hasta 2006. El relato fue escrito en 1919 cuando su autora contaba 84 años de edad.

## Sinopsis
Violette está en edad de casarse cuando en 1852 su pueblo es brutalmente privado de todos sus hombres tras la represión ordenada por Napoleón III. Las mujeres pasan meses en aislamiento total. Desesperadas por ver a sus hombres de nuevo, hacen un juramento: si un hombre viene, será para todas. La vida debe continuar en el vientre de todas y cada una de ellas.

## Reparto
- Pauline Burlet: Violette
- Alban Lenoir: Jean
- Géraldine Pailhas: Marianne
- Iliana Zabeth: Rose
- Françoise Lebrun: Blanche
- Raphaëlle Agogué: Louise
- Barbara Probst: Jeanne
- Anamaria Vartolomei: Joséphine
- Margot Abascal: Philomène

## Premios
- 2017: Festival de San Sebastián: Premio Nuevos Realizadores[5]